# Bakonyszentkirály
Bakonyszentkirály là một thị trấn thuộc hạt Veszprém, Hungary. Thị trấn này có diện tích 27,9 km², dân số năm 2010 là 849 người, mật độ 30 người/km².